# Лампас
Лампа́с (от фр. Lampasse) или Ланпа́с — широкая прошивка сбоку по шву вдоль брюк, сверху донизу, отличная от цвета материи брюк, употребляется преимущественно в военной форме одежды.
Лампасы служат идентифицирующим признаком (знак различия) командного состава в мирное время. В полевых условиях исключаются (не всегда) как демаскирующий признак командира. Лампасы на брюках строевого офицера представляют собой узкую полоску ткани, вшитую с внешней стороны штанины между кусками ткани, составляющими её переднюю и заднюю половины. При изготовлении генеральской формы используется более широкий (или даже двойной) просвет, который может закрепляться поверх шва брюк.

## История
Первые лампасы появились у скифов. Французское слово «Lampas» обозначало в Западной Европе тяжёлую шёлковую или дамасскую ткань, которая применялась в мужской моде с XVIII века, а в России имперского периода - шёлковую материю, с широкими полосами, привозившуюся из Китая и употреблявшуюся для обивки мебели. В военной форме одежды европейских вооружённых сил закрепилось название «Лампас», а в гражданской моде соответствующий элемент стал называется «Галон» (Galon). А В. И. Даль в своём знаменитом произведении указывает, что штаны всадника, конника — рейту́зы, обычно с лампасами и с кожаной обшивкой.

### Россия
Впервые на обмундировании Русской армии ВС России появились в 1783 году в ходе реформы, проводившейся Г. А. Потёмкиным, однако при очередной реформе при Павле I были упразднены. Через несколько лет, в 1803 году, были восстановлены, первоначально у улан, а затем - и в других войсках.
В России имперского периода казаки носили на шароварах широкие одинарные лампасы по цвету казачьего войска. Казачий лампас, в отличие от других (регулярных) частей русской, а также иностранных армий, прежде всего является символом вольности, сословной принадлежности; лампасы — неотъемлемая часть формы казака, даже в мирное время. Лампасы в России просуществовали в том или ином виде до 1917 года.
В ВС Союза ССР лампасы были введены в 1940 году на обмундировании генералов. В РККА цвет лампасов и кантов менялся со временем. Изначально они были красного цвета для армейских генералов всех родов войск, голубого для авиации и малинового в войсках связи, инженерных, технических и интендантской службы. Ширина каждого лампаса устанавливалась в 2 см, а с февраля 1941 года, ввиду приближающейся войны — 2,5 см. Затем появились лампасы малинового цвета для генералов медицинской и юридической служб, затем этот цвет упразднили. Для генералов НКВД СССР с 18 февраля 1943 года существовали лампасы василькового цвета для внутренних войск и светло-зелёного цвета для пограничников, но в 1945 году эти цвета были упразднены и заменены на красный.
Адмиралы ВМФ ВС СССР с 1955 года носили лампасы на парадной для строя форме одежды.
Лампасы суворовцев, кадетов и учащихся специальных школ и училищ представляли и представляют собой одну красную (или голубую) полосу по наружному шву брюк. Также лампасы - это просто полоски сбоку на любых штанах в других ведомствах Союза ССР и России.
Лампасы контрастного (в российских вооружённых силах — обычно красного) цвета на брюках, входящих в комплект повседневного и парадного военного обмундирования офицеров и генералов (включая маршалов).

### Германия
В немецких государствах лампасы (нем. Lampasse(n)) как знаки различия по полкам введены в Прусской армии, с 1815 года, и их имели все офицеры по цветам полковых флажков, то есть красные флажки — красные лампасы, и так далее. С 1832 года по 1896 год лампасы оставались в Пруссии только у генералов (красные двойные) и офицеров Генерального штаба (малиновые).
В период с 1918 года по 1945 год в Вооружённых силах Германии (Веймарская Республика и нацистская Германия) лампасы носили только генералы и офицеры Генерального штаба в сухопутных и воздушных войсках.

## Галерея
- Красный двойной лампас у военнослужащих 2-го Вюртембергского конного полка, 1825.
- Франц Иосиф I с золотыми лампасами, 1865.
- Лампасы донских казаков, 1867.
- Лампасы прусских генералов (в зеркальной галерее Версальского дворца, 1871).
- Жуков и Рокоссовский с лампасами, (Берлин, Бранденбургские ворота, 1945).
- Генералиссимус Сталин, Потсдамская конференция, 1945.